# Danuše Nerudová

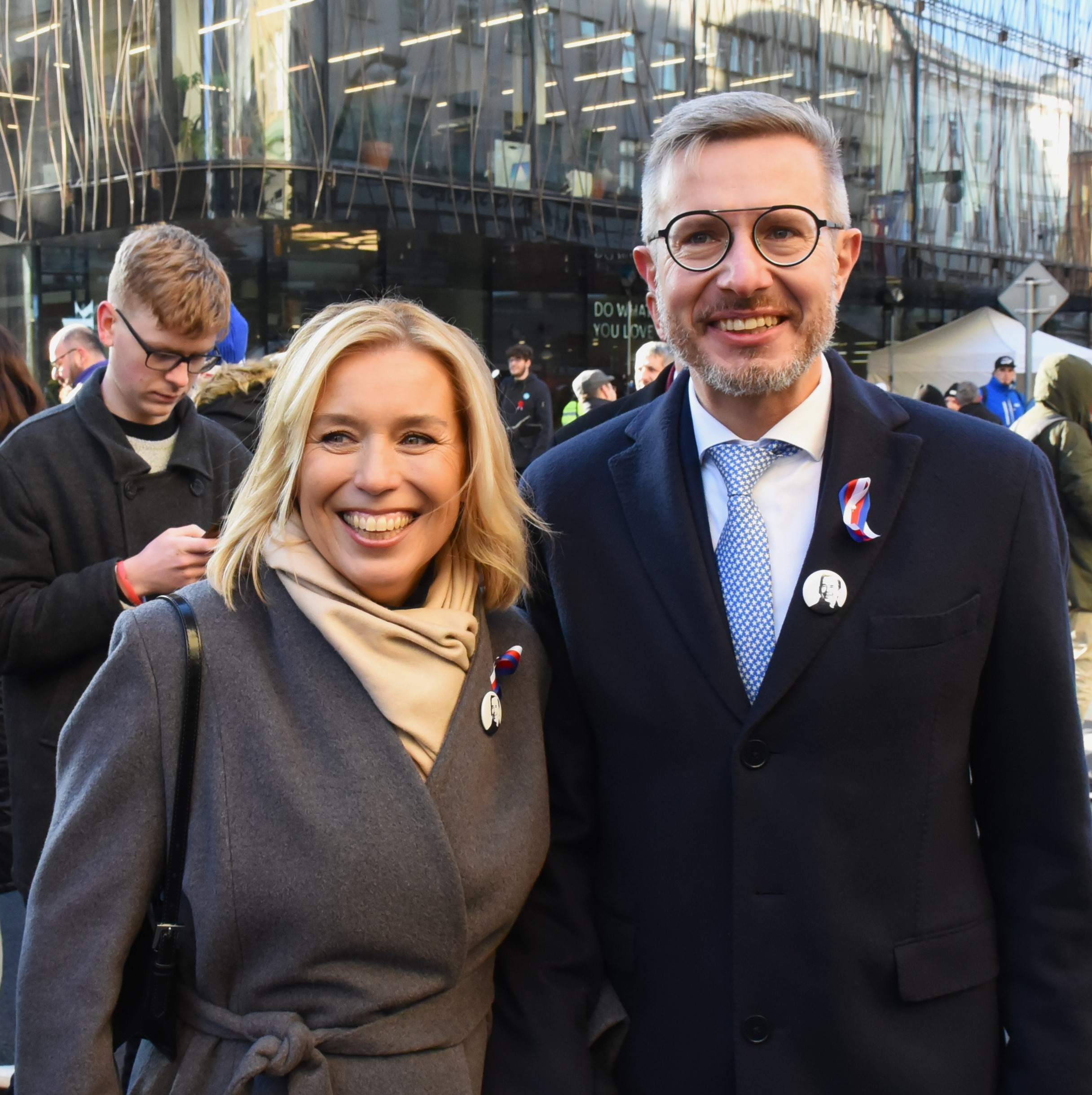
Danuše Nerudová s manželem (Praha, 17. listopadu 2023)

Danuše Nerudová (rozená Peslarová, * 4. ledna 1979 Brno) je česká politička, ekonomka a vysokoškolská pedagožka. Od července 2024 je poslankyní Evropského parlamentu. V letech 2018 až 2022 byla rektorkou Mendelovy univerzity v Brně a mezi roky 2019 až 2020 předsedkyní Komise pro spravedlivé důchody. V květnu 2024 se stala členkou hnutí STAN.
V roce 2023 kandidovala v prezidentských volbách. Ziskem 13,92 % hlasů obsadila 3. místo a do druhého kola nepostoupila.

## Životopis

### Dětství
Danuše Nerudová se narodila v Brně v roce 1979 do rodiny výpočetních techniků Danuše a Oldřicha Peslarových. Je nejstarší ze čtyř sourozenců. Má dvě sestry a bratra. Mládí prožila v Brně-Žabovřeskách a u svých prarodičů na Vysočině. V dětství hrávala tenis. Od 7 let hraje na klavír, ke kterému později přidala i hru na kytaru.

### Vzdělání
Základní a středoškolské vzdělání získala v Brně na základní škole na náměstí Svornosti a na gymnáziu na tř. Kpt. Jaroše. Vystudovala obor hospodářská politika a správa na Provozně ekonomické fakultě Mendelovy zemědělské a lesnické univerzity v Brně. Po ukončení magisterského stupně v roce 2002, pokračovala doktorským studiem, v němž získala roku 2005 titul Ph.D. Disertační práci obhájila na téma Daňová harmonizace, koordinace a konkurence v kontextu jednotného vnitřního trhu EU. Profesorkou v oboru finance byla jmenována na návrh Vědecké rady Vysoké školy ekonomické v Praze v roce 2017.

### Profesní kariéra
Od září 2007 do října 2023 působila jako vedoucí Ústavu účetnictví a daní PEF Mendelovy univerzity v Brně. V letech 2009 až 2014 byla proděkankou fakulty. Krátce byla též prorektorkou univerzity (2014 až 2015). Ve vědecké práci se specializuje na problematiku daní a jejich harmonizaci s Evropskou unií. Věnuje se též otázkám rovného postavení mužů a žen, dlouhodobě udržitelnému důchodovému systému a jeho financování.
V říjnu 2017 byla Akademickým senátem Mendelovy univerzity v Brně zvolena kandidátkou na funkci rektorky. V lednu 2018 ji rektorkou jmenoval prezident Miloš Zeman. Funkci zastávala do konce ledna 2022. V lednu 2018 byla jmenována předsedkyní Komise pro spravedlivé důchody. V dubnu 2020 spolu s dalšími ekonomy založila občanskou iniciativu KoroNERV-20.
Ke konci října 2023 rezignovala na post vedoucí Ústavu účetnictví a daní Provozně ekonomické fakulty Mendelovy univerzity v Brně. Důvodem byl nesouhlas se směřováním fakulty a kandidatura do Evropského parlamentu za hnutí STAN. Ve funkci vedoucí by přesto skončila, protože v lednu 2024 byl Ústav účetnictví a daní sloučen s Ústavem financí za vzniku Ústavu financí a účetnictví, s vypsáním výběrového řízení na vedoucí pozici. Na univerzitě zůstala v pozici profesorky.

### Soukromý život
V roce 2002 se vdala za právníka Roberta Nerudu, advokáta a spolumajitele právní kanceláře Havel & Partners, který byl v letech 2008–2010 místopředsedou Úřadu pro ochranu hospodářské soutěže. Trvalé bydliště má hlášené v Kuřimi. V roce 2018 manželé zakoupili objekt bývalé fary ze 17. století v obci Telecí na Svitavsku, který zrekonstruovali k rekreačním účelům.

## Politická kariéra

### Kandidátka na prezidentku republiky

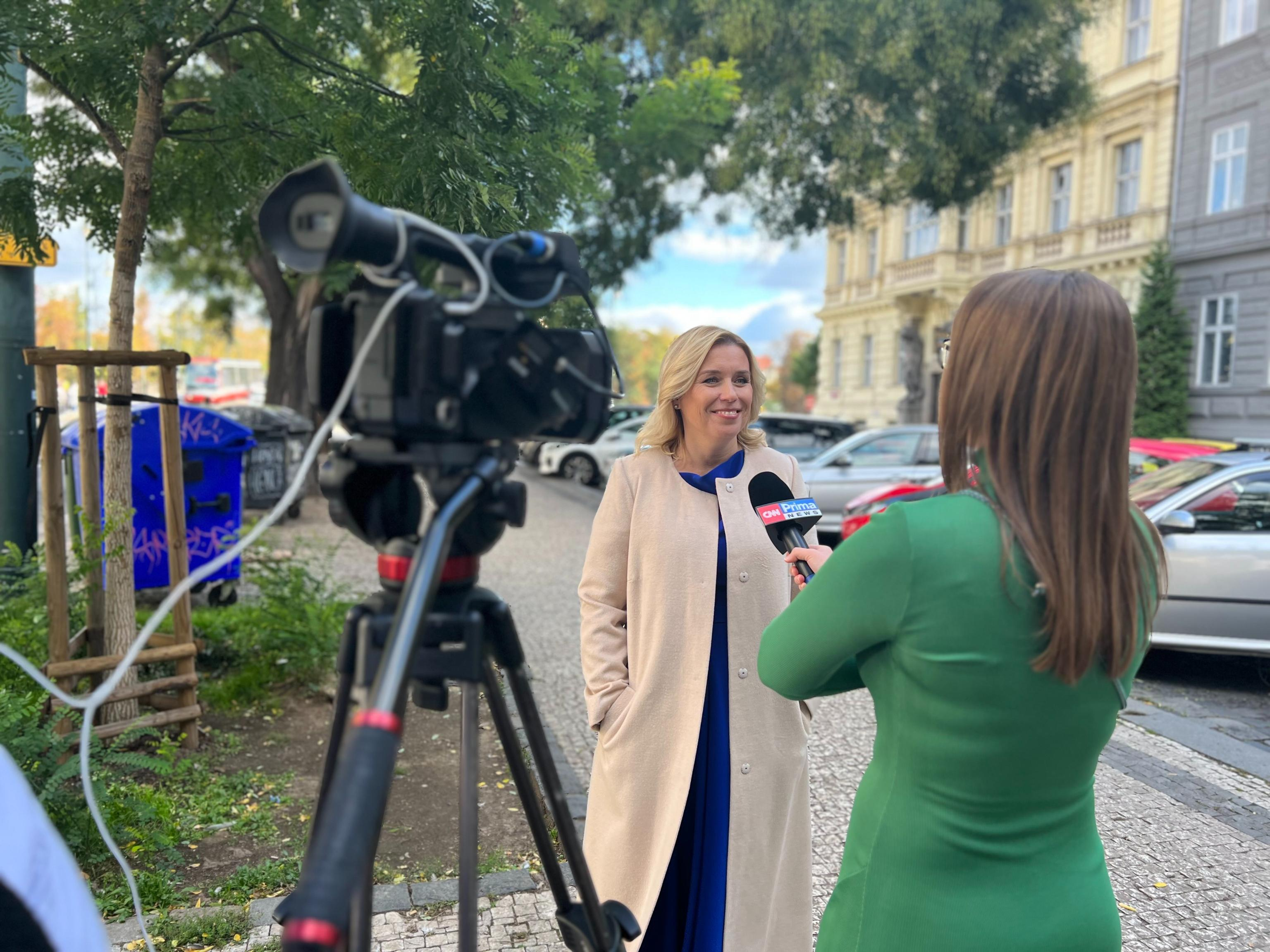
Danuše Nerudová v rozhovoru s novináři reaguje na tiskovou konferenci vlády (září 2022)

Zájem kandidovat na prezidentku České republiky ve volbách v roce 2023 oznámila 31. května 2022 a zahájila petiční kampaň s cílem získat podpisy občanů potřebné pro svou kandidaturu. Manažerem kampaně se stal produkční Jan Králík, v roce 2018 koordinátor prezidentské kampaně Michala Horáčka. Koalice vládních stran ODS, KDU-ČSL a TOP 09 podpořila 4. října 2022 tři kandidáty, Danuši Nerudovou, Pavla Fischera a Petra Pavla. Podporu ocenila i přesto, že byla k vládním krokům často kritická a vůči vládě v případě zvolení avizovala svou nadstranickost. Ministerstvu vnitra na konci kampaně odevzdala 82 628 podpisů, čímž splnila podmínky pro registraci a stala se jedním z devíti kandidátů. Předseda ČMKOS Josef Středula jí 8. ledna 2023 při odstoupení z prezidentské kampaně vyjádřil podporu.

#### Názory
V kampani vyjádřila potřebu prezidenta, který by rozuměl aktuálním výzvám České republiky. Mezi ně zařadila vyvedení země z ekonomické krize, řešení dopadů klimatické změny a navrácení důstojnosti lidem. V otázce institutu milosti a amnestie byla pro velmi uvážlivý přístup ze strany prezidenta, s využíváním této pravomoci jen v závažných případech. Za důležité považovala schopnost taková rozhodnutí věrohodně obhájit před veřejností. Milost by proto neudělovala přátelům, ani nezpochybňovala výroky soudu. Již dříve označila udělení milosti šéfovi Lesní správy Lány Balákovi prezidentem Zemanem za projev arogance moci v uzavřeném kruhu vyvolených a práci soudu považovala za zmařenou. Jako prezidentka by vyznamenala státním vyznamenáním členy soudně odsouzené skupiny bratrů Mašínů a ostřeji by se vymezila nejen k Rusku, ale i vůči Číně. Česká republika podle ní měla upozorňovat na porušování lidských práv a sledovat čínský vliv v českém veřejném prostoru.

#### Financování kampaně
Kampaň financovala z darů podporovatelů. Mezi větší sponzory patřili například investor Jiří Hlavenka, spoluzakladatel Partners Financial Services Petr Borkovec, někdejší šéfka společnosti Deloitte ČR Diana Rádl Rogerová, majitel společnosti Hranipex a zakladatel galerie 8smička Zdeněk Rýzner, Constantin a Marie Kinští, zakladatelka společnosti Profimed Alexandra Kala, společnost Inexad, provozující v České republice hračkářství Hamleys, herní společnost Amanita Design,[chybí lepší zdroj] Jaroslava Valová, zakladatelka společnosti SIKO koupelny,[chybí lepší zdroj] tvůrce počítačové hry Factorio Tomáš Kozelek,[chybí lepší zdroj] neurolog Jiří Dvořák, majitel sítě restaurací Ambiente Tomáš Karpíšek a Kateřina Zapletalová, spolumajitelka firmy Moser. Danuše Nerudová obdržela i největší finanční dar v historii českých prezidentských kampaní, v podobě pěti milionů korun od Martina Moravce, majitele drogerií Teta.
V prosinci 2022 spustila crowdfundingovou kampaň na platformě Donio, s cílem vybrat 1 milion korun od drobných dárců. Svým podporovatelům za příspěvek nabízela odměny, mezi které patřily například ponožky Danušky, hrušková pálenka Danušovice, samolepicí tetování, mikiny, další propagační předměty s tematikou kampaně nebo možnost zúčastnit se volebního štábu při vyhlašování výsledků prezidentských voleb.

#### Výsledek voleb
V prvním kole voleb, v lednu 2023, skončila se ziskem 777 022 hlasů (13,92 %) za očekáváním průzkumů veřejného mínění na 3. místě. Do druhého kola postoupili vítězný Petr Pavel a opoziční lídr Andrej Babiš. Před druhým kolem podpořila Petra Pavla, a to s dalšími vyřazenými kandidáty Fischerem, Hilšerem a Divišem. Aktivně se tak zapojila do závěrečné fáze Pavlovy kampaně.

### Poslankyně Evropského parlamentu a členka hnutí STAN
Kandidaturu ve volbách do Evropského parlamentu 2024 oznámila 15. června 2023 bez stranické specifikace. Dne 17. srpna 2023 uvedla, že bude kandidovat za hnutí STAN. Z pozice nestraničky za hnutí STAN se stala lídryní koaliční kandidátky Starostové a osobnosti pro Evropu, tvořené 26 nominanty STANu a 2 nominanty Starostů pro Liberecký kraj.
Členkou hnutí STAN se stala 3. června 2024. Hnutí ji v předvolební kampani prezentovalo jako možnou kandidátku na eurokomisařku do evropské komise po skončení mandátu první komise von der Leyenové v roce 2024. S nominací však v květnu 2024 nesouhlasili koaliční partneři ve Fialově vládě, kteří avizovali neprůchodnost takového návrhu kvůli její nezkušenosti v politice. Starostové a osobnosti pro Evropu skončili ve volbách na 5. místě. Získali 8,7 % hlasů a dva mandáty. Nerudová se tak stala europoslankyní, přičemž obdržela téměř 60 tisíc preferenčních hlasů. Druhý mandát získal Jan Farský.
V Evropském parlamentu je od července roku 2024 členkou Rozpočtového výboru (BUDG).

## Politické postoje

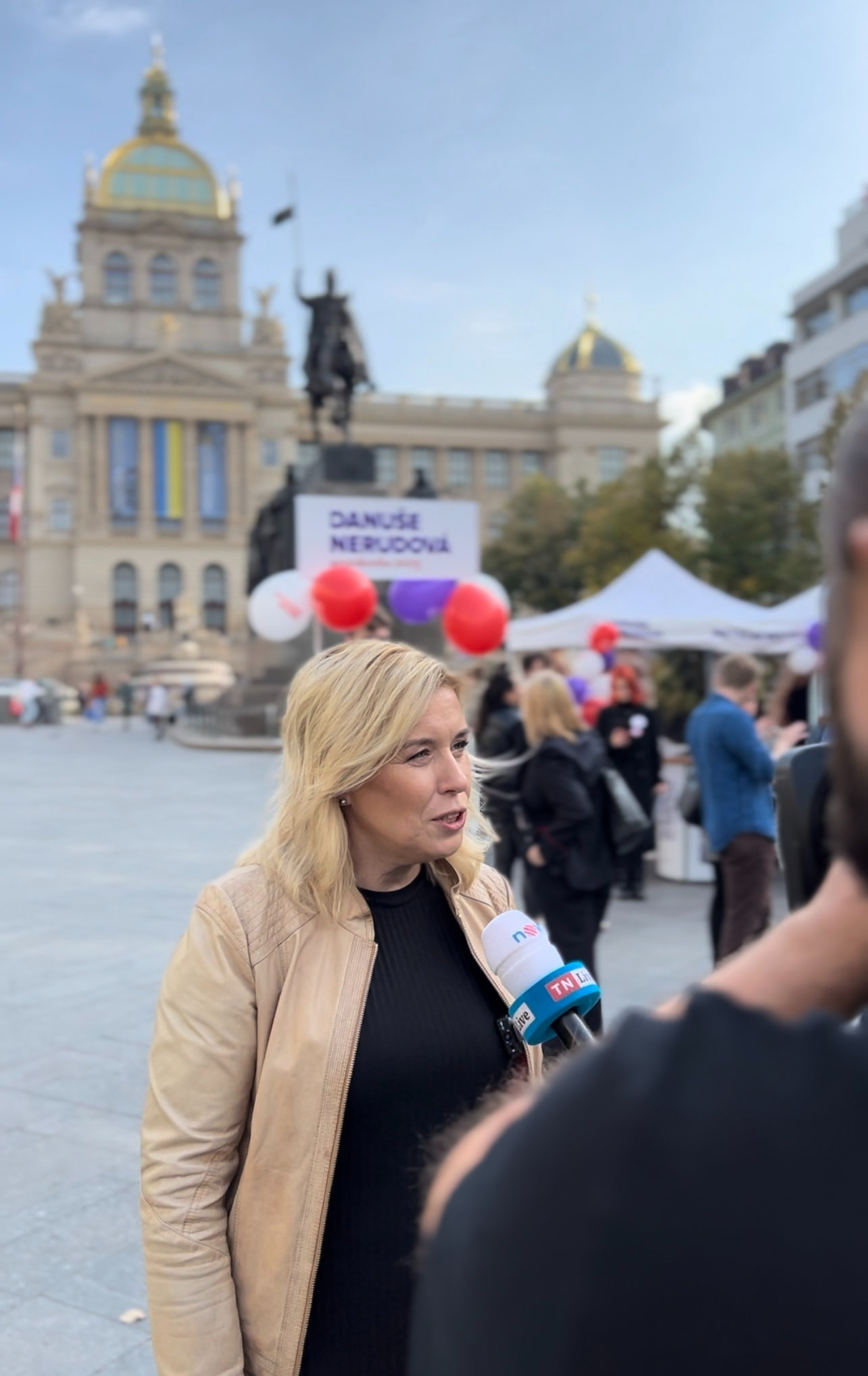
Danuše Nerudová v rozhovoru s novináři (září 2022)

### Energetická krize
V roce 2022 prosazovala přístup, aby s rostoucími cenami elektrické energie vláda více motivovala ke snížení její spotřeby domácnosti a firmy. Stoupající ceny nebyly podle ní způsobeny jen geopolitickou situací, ale i omezenými zdroji. Cenu energií tak nemohly definitivně vyřešit pouhé vládní dotace. Vláda měla prosazovat celoevropské zastropování cen, finančně odměňovat domácnosti, které by snížily spotřebu elektrické energie, a finančně motivovat průmysl ke snížení spotřeby energií.

### Sociální a ekonomická situace v Česku
Krizi vzrůstajících cen a nákladů českých domácností by neřešila cestou plošných opatření, ale poskytnutím přesně cílené podpory ve větším rozsahu pro nejzranitelnější skupiny. Jako nejefektivnější pomoc rodinám prosazovala zvýšení základní slevy na poplatníka a její překlopení do daňových bonusů. Vyjádřila podporu zrušení EET, když podnikatelé nejsou automaticky podvodníci, tudíž nemělo smysl je tímto způsobem kontrolovat. Je pro brzké přijetí eura.
Mezi lety 2019 a 2020 předsedala Komisi pro spravedlivé důchody, kterou zřídila tehdejší ministryně práce a sociálních věcí Jana Maláčová (ČSSD). Prosazuje, aby vláda do plánované důchodové reformy zahrnula snížení doby potřebné pro dosažení důchodu z 35 na 25 let. Podle Nerudové je doba potřebná pro dosažení důchodu nejdelší mezi zeměmi OECD. Poměr důchodu k průměrné mzdě by se měl podle ní také zvýšit na 40 %. Kritizovala zrušení superhrubé mzdy prosazené ANO, ODS a SPD, za výpadek 130 miliard Kč příjmu by se prý daly udělat i dvě důchodové reformy. Podle kritiků výsledky komise „vyšuměly“ do ztracena.

### Společnost
Podporu vyjádřila manželství pro stejnopohlavní páry, o kterém se podle ní vedla nedostatečná veřejná diskuse, přestože se jednalo o důležité téma pro mladou generaci. Stejnopohlavní svazky by měly být ve 21. století podle jejího názoru samozřejmostí. Podporu manželství stejnopohlavních párů a adopci dětí homosexuály opřela o Listinu základních práv a svobod, jasně definující rovnost všech lidí ve svých právech.
V roce 2020 kritizovala vládu za nepřijetí uprchlíků z tábora na řeckém ostrově Lesbos. Kvůli klimatické migraci by se podle ní neměl ekonomický model zaměřovat pouze na ekonomický růst, ale také více na environmentální udržitelnost.
Nerudová upozorňuje na znevýhodňování žen v politice a podporuje rovné příležitosti žen a mužů ve veřejných institucích, podíl žen na vedení považuje za společensky prospěšný. V prosinci 2022 v době své prezidentské kandidatury v podcastu StandaShow na otázku, kolik je pohlaví, uvedla: „Většinová společnost se shodne na tom, že existují dvě (pohlaví), ale myslím si, že bychom měli respektovat, že jsou v naší společnosti minority, které mají jiné pohlaví [...] Pro mě není důležité, kolik jich je, ale [...] aby většinová společnost toto akceptovala a nenálepkovala.“ Osobně by akceptovala oslovení, které si přeje člověk, s nímž komunikuje. Ohledně zákonných podmínek pro tranzici se vyjádřila neurčitě. Polyamorii v podcastu označila za přijatelnou, ale hraniční. Některé z těchto názorů opakovala i v anketě Prima TV, setkaly se s nesouhlasem či kritikou ze strany politiků SPD či ANO.

### Zahraniční politika
V souvislosti s ruskou invazí na Ukrajinu ocenila výrazné zapojení české vlády na poli mezinárodní politiky a ochotu, se kterou Česká republika a její občané napadené zemi a jejím obyvatelům pomohli. Od počátku invaze vyzývala k přijetí tvrdých sankcí s jasným dopadem na ruské oligarchy, vládní představitele a okolí prezidenta Vladimira Putina. V následujících měsících, po vypuknutí konfliktu, vystupovala na českých univerzitách s přednáškou o ekonomických dopadech války na Ukrajině a efektivitě sankcí vůči Rusku. Vyzývala ke snížení závislosti na ruských surovinách, s tím, že cenou za bezpečnost a svobodu je, že se každý z nás bude muset uskromnit. V opačném případě nás bude Rusko stále držet v hrsti skrze dodávky plynu a ropy. Podle ní byl Putin vnímán již jako nový Hitler, jelikož vraždil lidi v cizím státě.
V reakci na ruský raketový útok v Kyjevě 10. října 2022 prohlásila, že Putinovo Rusko je teroristický stát a je načase ho jako takový oficiálně označit. Po dopadu rakety na území Polska dne 15. listopadu 2022 znovu označila Rusko za teroristický stát a prohlásila: „Ruské rakety zabily dva nevinné v Polsku. Nejde o to, zda šlo o chybu či záměr. Je to nepřijatelné.“ Později se ukázalo, že šlo o ukrajinskou raketu protivzdušné obrany proti ruskému raketovému útoku. Zbrklé komentáře o situaci na Ukrajině kritizoval její protikandidát Petr Pavel.
Koncem října 2023 kritizovala Evropskou unii za navýšení humanitární pomoci do Pásma Gazy.

### Životní prostředí a klimatické změny
V roce 2022 uvedla, že Česká republika dostatečně neplnila svůj klimatický závazek. Domnívala se, že konflikt na Ukrajině měl výrazně urychlit změnu energetického mixu a přechod k udržitelným zdrojům.
Kriticky se postavila k česko-polské dohodě týkající se kompenzací za škody způsobené těžbou v polském uhelném dole Turów. Vyjednané odškodné ve výši 850 milionů korun mělo podle ní jen těžko zamezit úbytku vody v krajině a jednalo se o nedostatečnou cenu za zničené životní prostředí, s dopadem na kvalitu života obyvatel Libereckého kraje. Vodu a půdu považovala za dva nejcennější přírodní zdroje. Kritizovala i tajné znění vládní smlouvy, jejíž obsah dotýkající se přírodních zdrojů nebyl předem představen občanům.

## Kontroverze

### Robert Neruda
Manžel Robert Neruda se stal vlastníkem podílu 4,11 % v advokátní kanceláři Havel & Partners, získávajicí zakázky také u státních institucí a podniků. V průběhu prezidentské kampaně oznámil, že by v případě manželčina zvolení profesi advokáta striktně odděloval od působení na Hradě. V případě neslučitelnosti advokátní praxe a role prvního muže byl připravený advokacii přerušit, včetně majetkového podílu v kanceláři.

### Mendelova univerzita
Národní akreditační úřad pro vysoké školství (NAÚ) řešil podezření, že se na Provozně ekonomické fakultě Mendelovy univerzity v Brně v éře rektorování Danuše Nerudové závažně porušovala pravidla a někteří studenti měli nezvykle rychle získat doktorský titul. Závěr šetření byl zveřejněn po prvním kole prezidentských voleb 19. ledna 2023. Rada NAÚ se usnesla na odebrání akreditace Mendelově univerzitě pro doktorské studijní programy v ekonomických vědách a zároveň uskutečňovat doktorské studijní programy Ekonomika a management v českém a anglickém jazyce a doporučila zahájit další kontrolu zaměřenou na systém řízení kvality. Podle předsedy NAÚ Roberta Plagy úřad objevil několik pochybení, problém ve využívání zprostředkovatelské agentury a žádal po škole nápravu – uvedl, že rozsah kauzy oproti kauze plzeňských práv je nesrovnatelně nižší a bylo novinářskou zkratkou považovat to za pochybení Danuše Nerudové: „Orgány, které mají zabezpečovat kvalitu nejsou jenom rada, primární zodpovědnost má děkan a garanti daných oborů.“
Nerudová v průběhu šetření uvedla, že uskutečňování studijních programů bylo v odpovědnosti děkana a ona sama prý okamžitě iniciovala šetření: „Negativní kampaně nebojím. Byla jsem hajný, který chytil pytláka. Univerzita uskutečňuje 56 studijních programů. Podle zákona je uskutečňování v odpovědnosti děkana. Okamžitě jsem iniciovala šetření, ten, kdo na to upozornil, mi poděkoval, jak rychle jsem to začala řešit. Nebojím se ničeho, mám naprosto čisté svědomí, jsem čestný člověk.“  Děkan Provozně ekonomické fakulty Pavel Žufan na svou funkci rezignoval 5. prosince 2022, aby podle jeho slov uvolnil prostor pro dořešení situace. Jako důvod k rezignaci uvedl, že jako děkan je zodpovědný za pochybení a chce svým krokem zamezit eskalaci diskuzí na univerzitě a v mediálním prostoru. Podle experta v oblasti akademické etiky Tomáše Foltýnka byla Nerudová za problém spoluzodpovědná a neřešila ho bez odkladu, ale až po několikaměsíční prodlevě.

### Predátorské časopisy
V květnu 2024 uvedl server Seznam Zprávy, že zveřejnila v letech 2009 až 2015 celkem devět publikací v tzv. predátorských časopisech. Nerudová uvedla, že toho zpětně lituje. Případ byl řešen v souvislosti s publikacemi kandidáta na ministra pro vědu a výzkum Pavla Tuleji, který se kvůli publikacím v časopisech vzdal nominace na ministra.

## Dílo

### Práce z ekonomie
- International taxation: textbook for the students of the study programs in English (anglicky, Brno: Mendel Agricultural and Forestry University, 2007) ISBN 978-80-7375-097-8.
- NERUDOVÁ, Danuše, Hana Bohušová, Jan Široký. Harmonizace účetních standardů pro malé a střední podniky. [s.l.]: Wolters Kluwer, 2010. 272 s. ISBN 978-80-7357-500-7.
- Harmonizace daňových systémů zemí Evropské unie. [s.l.]: Wolters Kluwer, 2011. 319 s. ISBN 978-80-7357-695-0.
- Daňová politika v Evropské unii. [s.l.]: Wolters Kluwer, 2018. 228 s. ISBN 978-80-7552-682-3.
- Transferové ceny: Unikátní komplexní zpracování problematiky. Praktické pojetí formou případových studií (s Veronikou Solilovou). Praha: Wolters Kluwer, 2019. 299 s. ISBN 978-80-7598-169-1.